# Überlingen (stacja kolejowa)
Überlingen – przystanek kolejowy w centrum Überlingen, w kraju związkowym Badenia-Wirtembergia, w Niemczech. Stacja zlokalizowana jest przy Wiestorstraße, posiada jeden peron, który znajduje się między dwoma odcinkami tunelu.
| Überlingen                         |  |                                      |
| Linia Bodenseegürtel               |  |                                      |
| Überlingen-Thermeodległość: 1,4 km |  | Überlingen-Nußdorf odległość: 2,5 km |